# Saint-Denis-sur-Sarthon
Saint-Denis-sur-Sarthon település Franciaországban, Orne megyében. Lakosainak száma 1078 fő (2022. január 1.). Saint-Denis-sur-Sarthon Ravigny, Cuissai, La Ferrière-Bochard, Gandelain, Pacé, La Roche-Mabile és L'Orée-d'Écouves községekkel határos.

## Népesség
A település népessége az elmúlt években az alábbi módon változott:
| Lakosok száma | 1095 | 1097 | 1134 | 1122 | 1120 | 1128 | 1125 | 1101 | 1078 |
|               | 2013 | 2015 | 2016 | 2017 | 2018 | 2019 | 2020 | 2021 | 2022 |